# Karl-Axel Andersson

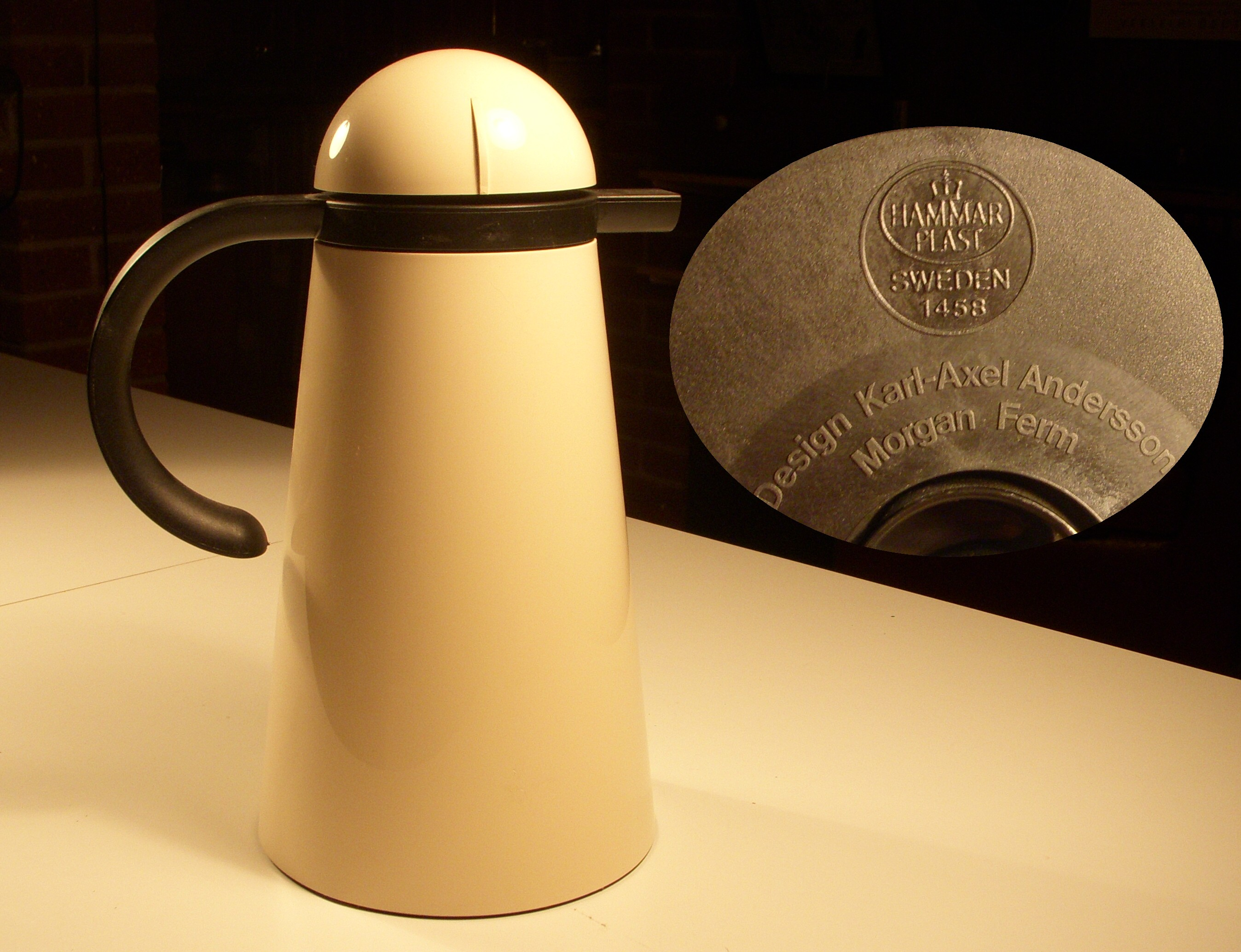
Termoskanna för Hammarplast (tillsammans med Morgan Ferm)

Karl-Axel Andersson, född 1949, är en svensk industridesigner.
Karl-Axel Andersson har främst formgett hjälpmedel för rörelsehindrade och konsument i plast. Tillsammans med Morgan Ferm drev han 1981-83 ett designkontor och skapade bland annat en serie hushållsprodukter för Hammarplast och formgav rullstolar och rollatorer för Etac. Under 1990-talet ritade Karl-Axel Andersson främst plastprodukter för det tyska företaget Authentics. Hans formspråk är ofta mycket avskalat och sakligt, med tydliga influenser från Bauhausskolan. Han är representerad vid bland annat Nationalmuseum i Stockholm.